# ماوسینرام
ماوسینرام (انگلیسی: Mawsynram) شهری در بخش کاسی هیلز شرقی در ایالت مگالایا در شمال شرق هند است که در ۶۰٫۹ کیلومتری شیلونگ، مرکز ایالت قرار دارد. این شهر بیشترین بارندگی را در هند دریافت می‌کند و با میانگین بارندگی سالانه ۱۱۸۷۲ میلی‌متر، به‌عنوان مرطوب‌ترین مکان روی زمین گزارش شده‌است. بر پایه رکوردهای جهانی گینس، ماوسینرام در سال ۱۹۸۵ حدود ۲۶۰۰۰ میلی‌متر (۱۰۰۰ اینچ) بارندگی داشته‌است. این شهر همچنین ۷۴۵٫۲ میلی‌متر بارندگی در ۱۹ اوت ۲۰۱۵ دریافت کرد که احتمالاً بالاترین بارندگی دریافتی شهر در زمان‌های اخیر است. ماوسینرام در ۱۷ ژوئن ۲۰۲۲ با دریافت ۱۰۰۳٫۶ میلی‌متر بارش در مدت ۲۴ ساعت رکورد جدیدی را به نام خود ثبت کرد که اکنون به بالاترین رکورد یک روزه بارش آن برای ماه ژوئن و کل سال تبدیل شده‌است و رکورد سابق خود در بارش یک‌روزه به میزان ۹۴۴٫۷ میلی‌متر که در ۷ ژوئن ۱۹۶۶ ثبت شده بود را شکست.